# Noel Francis
Noel Francis, nata Noel Frances Sweeney (Temple, 31 agosto 1906 – Los Angeles, 30 ottobre 1959), è stata un'attrice statunitense.

## Biografia
Nata a Temple, in Texas, visse dapprima a Dallas, dove fece i primi studi fino alla Southern Methodist University, e li proseguì alla Columbia University di New York. A 19 anni entrò nel cast delle Ziegfeld girls di Florenz Ziegfeld esibendosi a Broadway nelle Ziegfeld Follies of 1925, e successivamente, dal 1926 al 1929, nei musical No Foolin, Rio Rita e Show Girl.
Notata da agenti della Fox, ottenne un contratto e nel 1930 prese parte al film musicale New Movietone Follies of 1930. Lasciata la Fox per la Warner Bros., abbandonò anche il genere musicale per affrontare i ruoli della donna dura e determinata, come in Smart Money e La bionda e l'avventuriero (1931), con James Cagney, o in Io sono un evaso (1932), con Paul Muni. Ebbe ruoli da protagonista soltanto in pochi film di serie B, come nei drammatici Reform Girl (1933) e What's Your Racket? (1934), o nel western Stone of Silver Creek (1935), con Buck Jones.
Dopo aver tentato di rilanciare a Broadway la sua immagine di cantante e ballerina nel musical Satellite, che però non ebbe repliche, tornò a Hollywood per concludere nel 1937 la sua carriera con altri due western, Left-Handed Law e Sudden Bill Dorn. Trasferitasi a San Francisco, fu produttrice radiofonica, poi gestì per un paio d'anni un'agenzia per aspiranti attori. Morì prematuramente nel 1959. Le sue ceneri sono conservate nella Chapel of the Pines Crematory di Los Angeles.

## Filmografia parziale

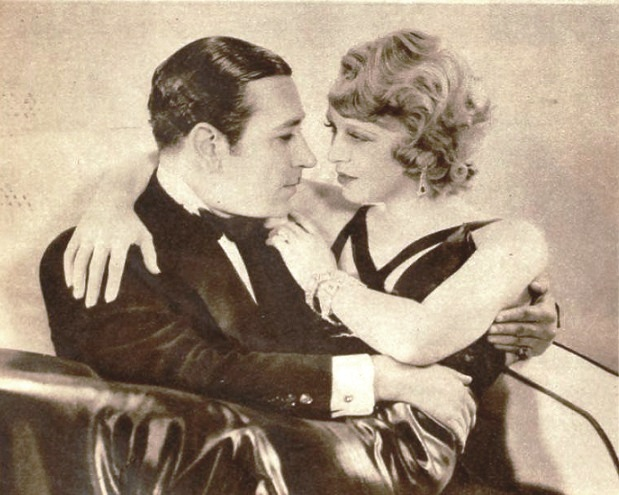
Con George Raft in Under-Cover Man

- New Movietone Follies of 1930 (1930)
- La traccia bianca  (Rough Romance), regia di A.F. Erickson (1930)
- Up the River (1930)
- Bachelor Apartment (1931)
- Smart Money, regia di Alfred E. Green (1931)
- La bionda e l'avventuriero (Blonde Crazy), regia di Roy Del Ruth (1931)
- Flames (1932)
- Io sono un evaso (I Am a Fugitive from a Chain Gang), regia di Mervyn LeRoy (1932)
- Under-Cover Man (1932)
- Manhattan Tower, regia di Frank Strayer (1932)
- Reform Girl (1933)
- Her Resale Value (1933)
- The Important Witness (1933)
- The Loudspeaker (1934)
- What's Your Racket? (1934)
- Stone of Silver Creek (1935)
- Left-Handed Law (1937)
- Sudden Bill Dorn (1937)

## Spettacoli teatrali
- Rio Rita (Broadway, 2 febbraio 1927)